# Giuseppe Ferlini
Giuseppe Ferlini (23 avril 1797 – 30 décembre 1870) est un médecin de combat italien devenu explorateur et chasseur de trésor. Il est connu pour avoir détruit et vandalisé plusieurs pyramides de Méroé, dans l'actuel Soudan.

## Biographie
Né à Bologne, on sait que depuis 1815, il a traversé la Grèce et est par la suite arrivé en Égypte ; là-bas, il a rejoint l'armée égyptienne lors de la conquête égyptienne du Soudan et en 1830, il est devenu chirurgien-major. Dans l'armée, il est resté à Sennar puis à Khartoum où il a rencontré le marchand albanais Antonio Stefani.  Plus tard, il décida de déserter et de se consacrer à la chasse au trésor, déterminé à « rentrer chez lui sans sou ou à emporter des trésors sans précédent ». Ferlini organisa ainsi avec Stefani une expédition, qui partit pour Méroé le 10 août 1834. 
Une fois arrivé à Méroé et sous l'impulsion des travailleurs locaux qui mentionnaient une légende de 40 ardeb d'or, Ferlini commença à « attaquer » et à vandaliser plusieurs pyramides, qui avaient été trouvées « dans de bonnes conditions » par Frédéric Cailliaud quelques années auparavant. Dans cette même nécropole de Méroé, il nivela la pyramide « N6 » de la reine nubienne Candace Amanishakhéto en commençant par le haut et trouva finalement son trésor composé de dizaines de bijoux en or et en argent,. Ces bijoux sont actuellement exposés à Munich et à Berlin (Ägyptisches Museum).

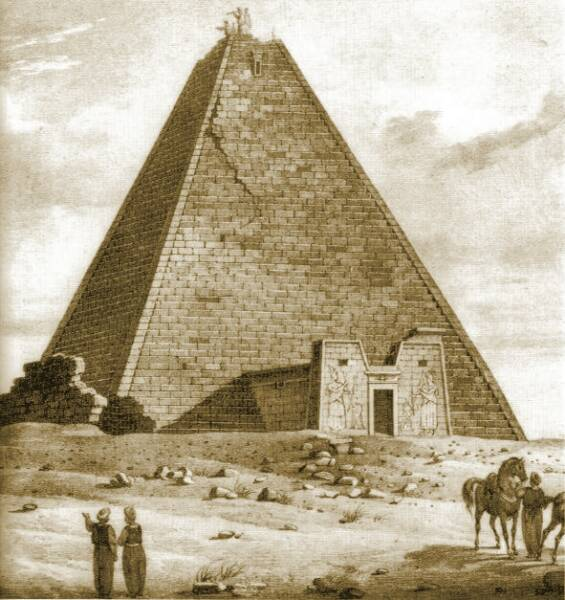
Pyramide « N6 » de la reine nubienne Candace Amanishakhéto avant sa destruction.
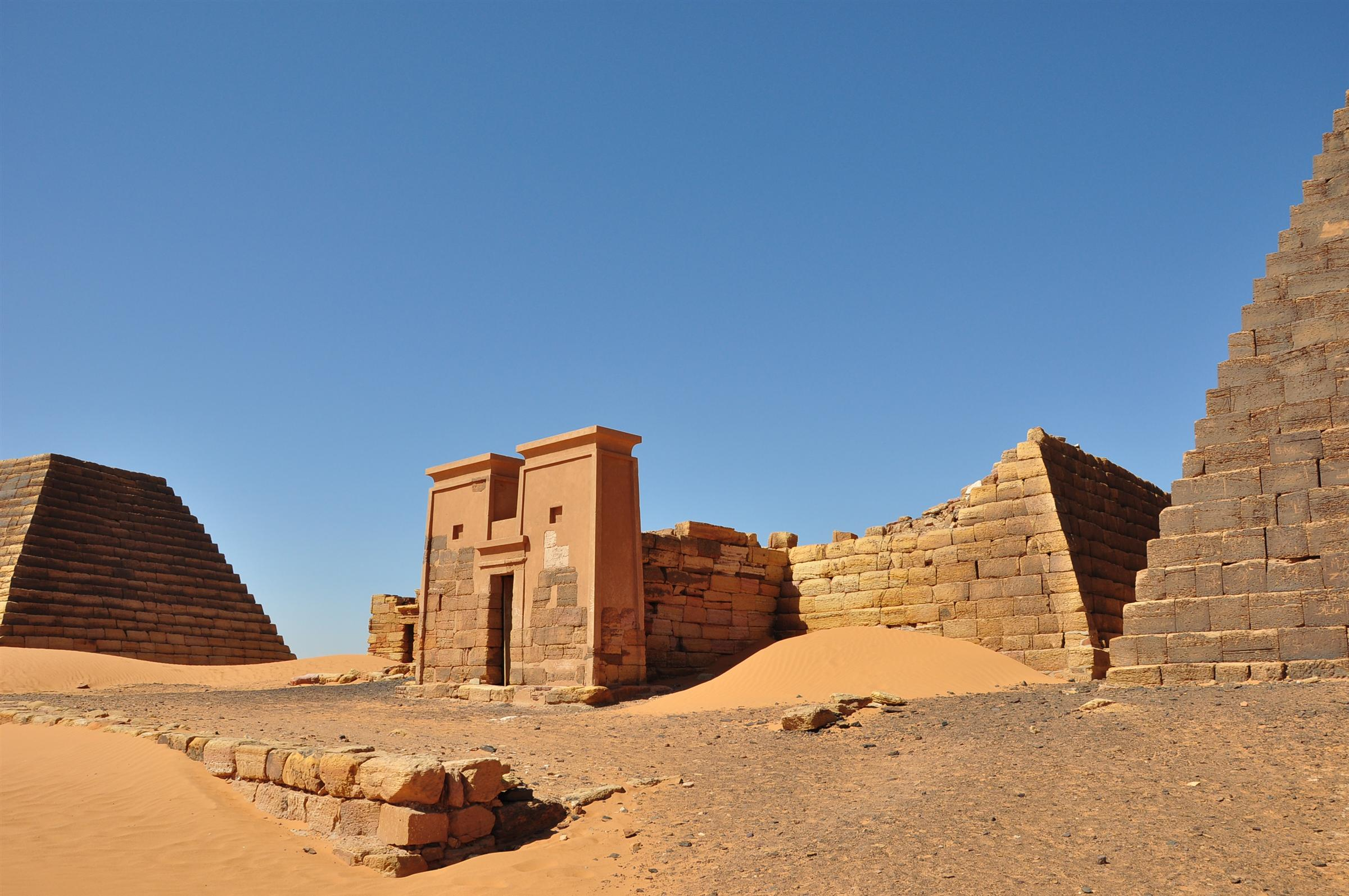
Pylône du temple-pyramide de la Candace Amanishakhéto.

Il est souvent décrit comme étant responsable de la destruction de dizaines de pyramides, mais cette assertion ne semble pas apparaître dans les ouvrages en général cités, qui s'appuient sur le récit de Ferlini lui-même, seule source directe dont on dispose,. Ce dernier relate le démontage pierre à pierre de cinq, possiblement six pyramides au total, d'abord quatre de petite taille, puis celle de la reine Amanishakheto, la plus grande de la nécropole. Durant les travaux sur cette dernière, il occupe certains de ses ouvriers à « commencer des travaux » sur une autre petite pyramide. Enfin, lui et son associé fuient avec le trésor, craignant que ce dernier attire les convoitises. Cependant, si Ferlini ne semble pas avoir procédé personnellement à la destruction de nombre de ces monuments, ses actions et surtout la découverte du trésor de la pyramide Beg. N. 6 ont pu faire des émules. L'archéologue prussien Lepsius, qui effectue un voyage dans la région en avril 1844, note ainsi dans une lettre que « tous ont encore à l'esprit la découverte de Ferlini », ce qui a « conduit à la ruine de nombreuses pyramides ».  
Après avoir trouvé le trésor qu'il cherchait, Ferlini rentre chez lui en 1836. Un an plus tard, il écrit un rapport de son expédition contenant un catalogue de ses découvertes, qui fut traduit en français et republié en 1838,. Il tente de vendre le trésor, mais personne ne croyait, à ce moment-là, que des bijoux de qualité pourraient être fabriqués en Afrique noire. Ses découvertes sont finalement vendues en Allemagne : une partie de celles-ci sont achetées par le roi Louis Ier de Bavière et sont maintenant au Musée d'état d'art égyptien de Munich, tandis que le reste – par les suggestions de Karl Richard Lepsius et de Christian Charles Josias von Bunsen – est acheté par le musée égyptien de Berlin, où il se trouve toujours. 

## Sépulture

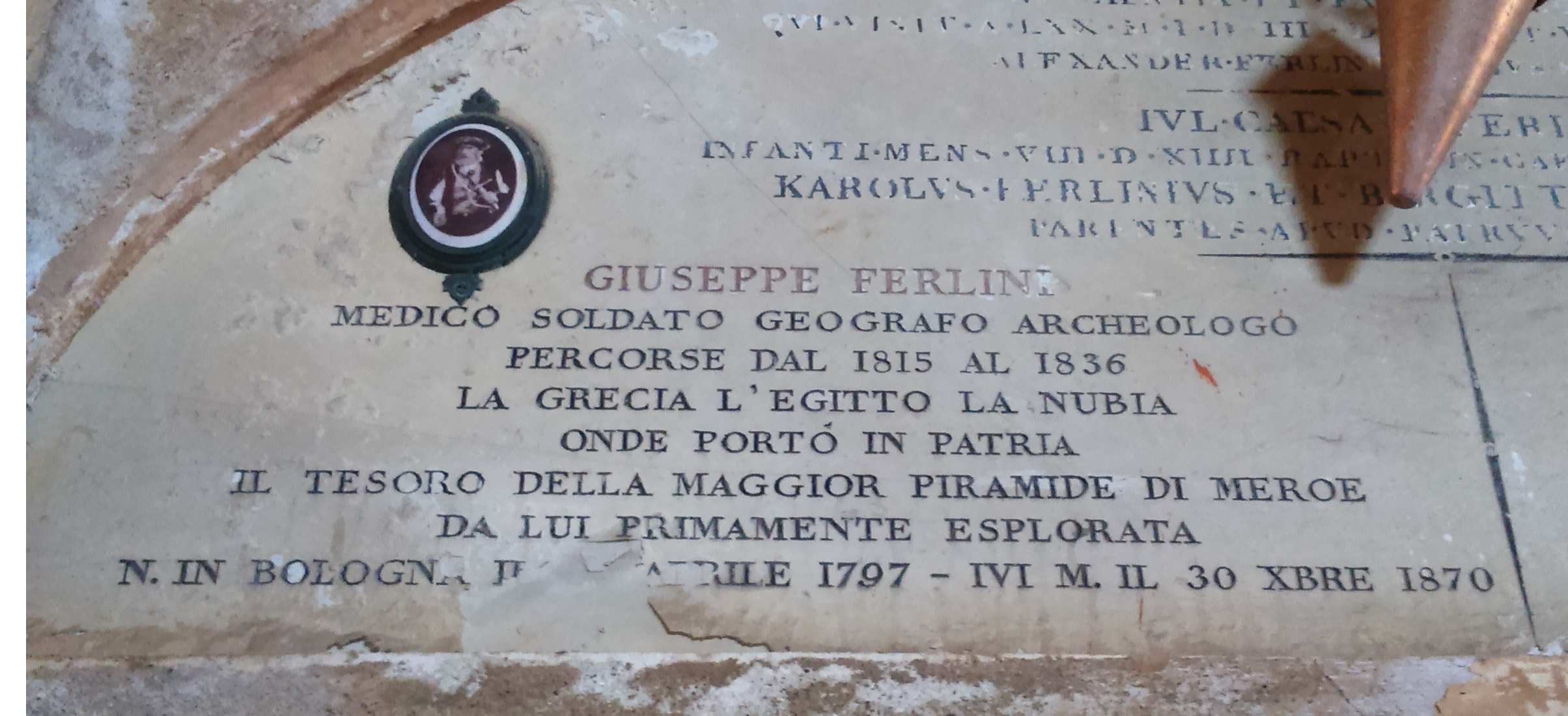
Tombe de Giuseppe Ferlini. L'inscription dit : « Giuseppe Ferlini, médecin, soldat, géographe, archéologue, entre 1815 et 1836, il a parcouru la Grèce, l'Égypte et la Nubie où il a ramené dans sa patrie le trésor de la plus grande pyramide de Méroé, explorée pour la première fois par lui. Né à Bologne, le 23 avril 1797 - mort ici le 30 décembre 1870 ».

Ferlini meurt à Bologne le 30 décembre 1870 et est enterré au cimetière monumental de la Chartreuse de Bologne.